# 川合カイト
川合 カイト（かわい カイト、1999年7月29日 - ）は、ラグビーユニオン選手。

## 略歴
東京都出身。父の川合レオは元日本代表。16歳からラグビーを始めた。
2018年、小山台高校卒業後、筑波大学に入る。
2022年、三重ホンダヒートに加入。
2023年3月12日に行われたJAPAN RUGBY LEAGUE ONE第8節江東ブルーシャークス戦にて途中出場でリーグワン公式戦初出場を果たした。
2025年5月31日、三重ホンダヒート退団を発表。